# 卢瓦尔河畔莫日
卢瓦尔河畔莫日（法語：Mauges-sur-Loire，法語發音：[moʒ syʁ lwaʁ] ⓘ）是法国曼恩-卢瓦尔省的一个市镇，属于绍莱区。

## 地名
卢瓦尔河（Loire）是流经该地一条河流，其为法国第一大河。莫日（Mauges）是法国的一个传统地区，对应今曼恩-卢瓦尔省西南部。

## 历史
卢瓦尔河畔莫日成立于2015年12月15日，由以下11个市镇合并而成：
- 拉波姆赖（La Pommeraye）
- 博斯
- 莫日地区博茨（Botz-en-Mauges）
- 莫日新堡（Bourgneuf-en-Mauges）
- 拉沙佩勒圣弗洛朗（La Chapelle-Saint-Florent）
- 勒马里耶（Le Marillais）
- 勒梅尼勒昂瓦莱（Le Mesnil-en-Vallée）
- 卢瓦尔河畔蒙让（Montjean-sur-Loire）
- 旧圣弗洛朗（Saint-Florent-le-Vieil）
- 圣洛朗德拉普莱讷（Saint-Laurent-de-la-Plaine）
- 圣洛朗迪莫泰（Saint-Laurent-du-Mottay）

其中政府驻地为拉波姆赖。

## 地理
卢瓦尔河畔莫日（47°21'11"N, 0°51'30"W）面积191.87 平方千米，位于法国卢瓦尔河地区大区曼恩-卢瓦尔省，该省份为法国西部内陆省份，大致对应安茹地区，北起顺时针与马耶讷省、萨尔特省、安德尔-卢瓦尔省、维埃纳省、德塞夫勒省、旺代省、大西洋卢瓦尔省和伊勒-维莱讷省接壤。
与卢瓦尔河畔莫日接壤的市镇（或旧市镇、城区）包括：卢瓦尔河畔沙洛讷、安茹地区舍米耶、卢瓦尔河畔韦尔、埃夫尔河畔蒙特勒沃、卢瓦尔河畔安格朗德勒弗雷讷、莱永河畔绍德丰、圣日耳曼德普雷、卢瓦罗克桑斯、蒙特勒莱、卢瓦尔河畔尚托塞。
卢瓦尔河畔莫日的时区为UTC+01:00、UTC+02:00（夏令时）。

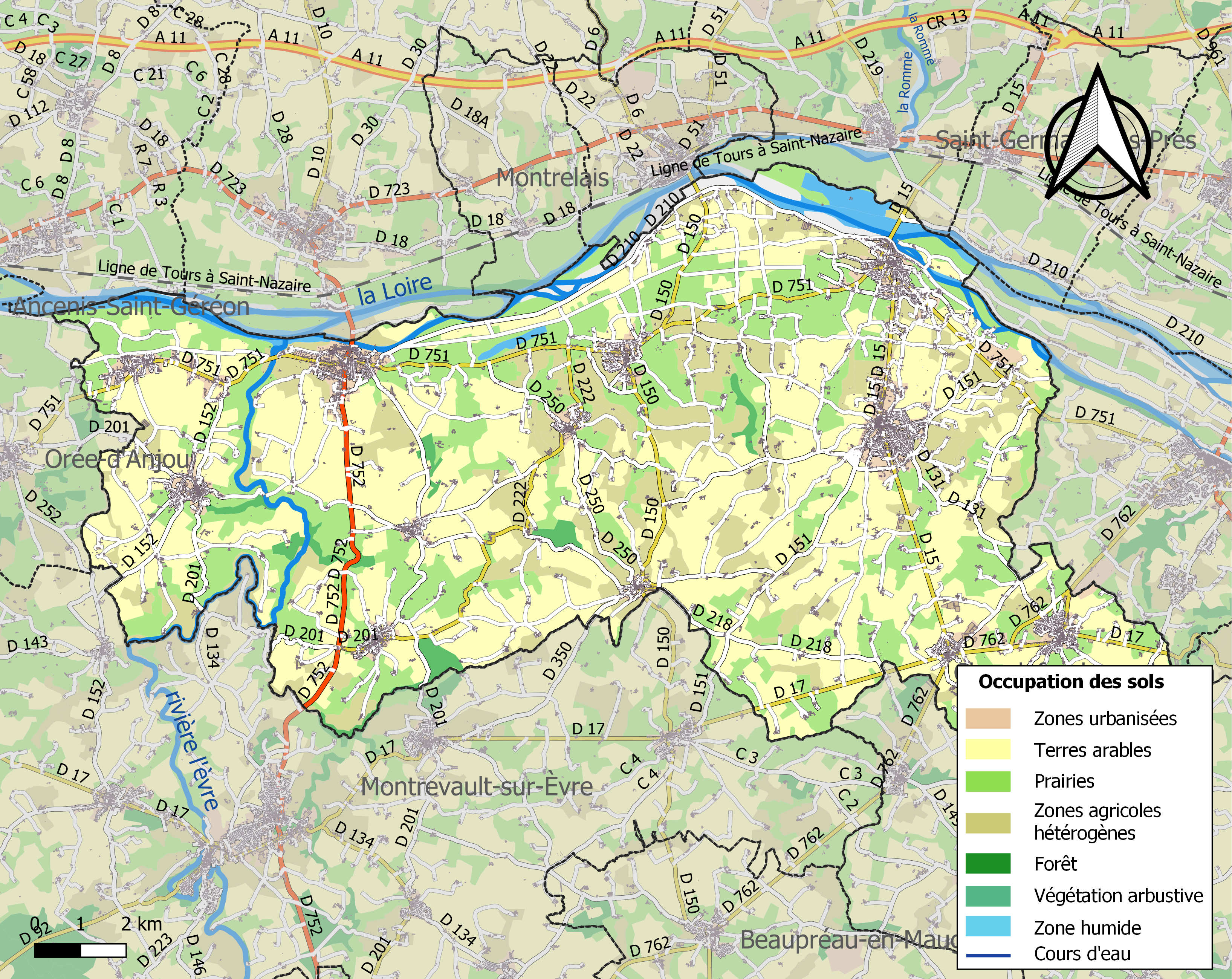
卢瓦尔河畔莫日的OSM定位图

## 行政
卢瓦尔河畔莫日的邮政编码为49110、49290、49410、49570、49620，INSEE市镇编码为49244。

## 政治
卢瓦尔河畔莫日所属的省级选区为卢瓦尔河畔莫日县。

## 人口
卢瓦尔河畔莫日于2022年1月1日时的人口数量为18514人。